# 礦物

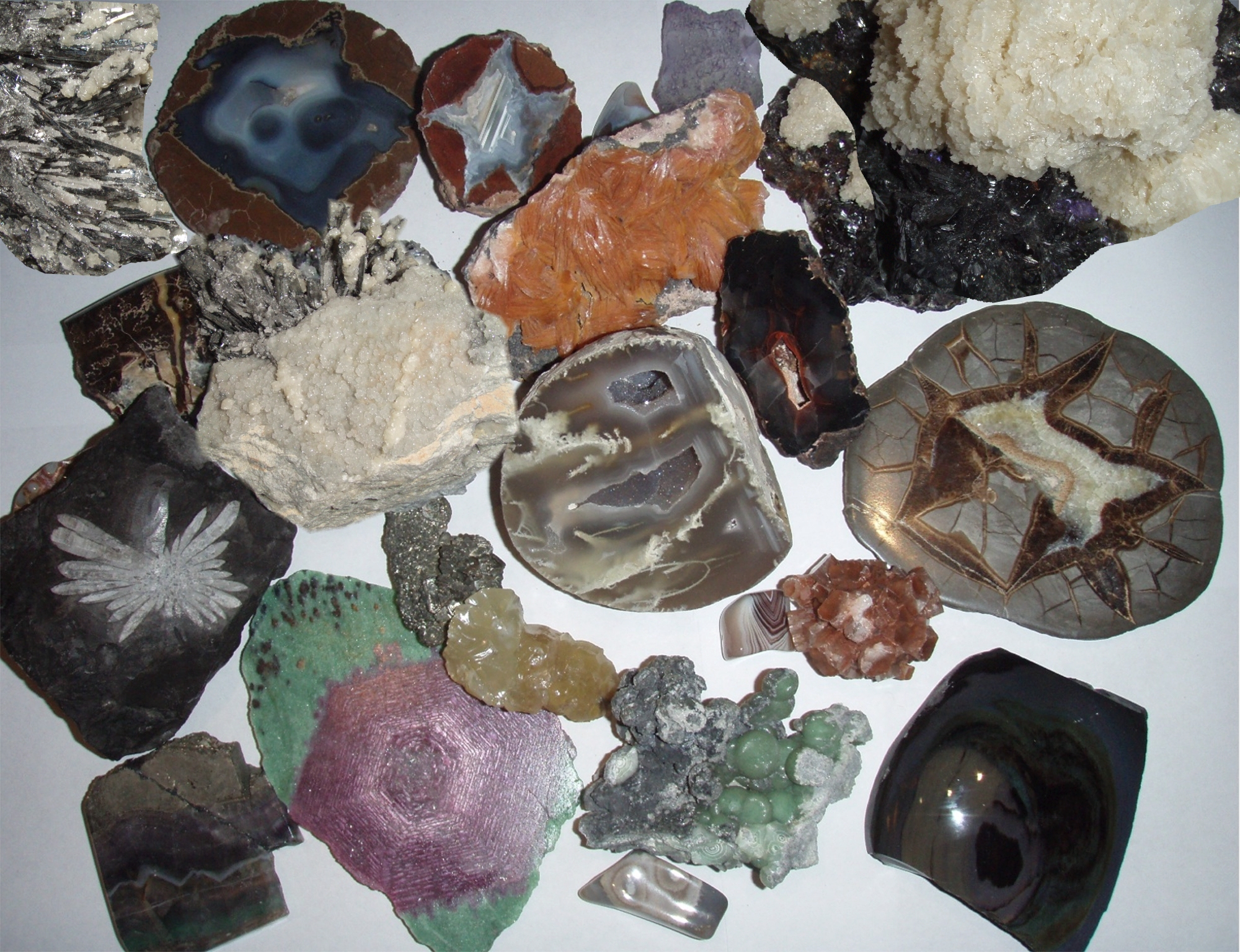
各式的礦物

礦物是指在地质作用下天然形成的結晶狀纯净物（单质或化合物）。绝对的纯净物是不存在的，所以这里的纯净物是指物质化學成份相对单一的物质。矿物是组成岩石的基础（像石英、长石、方解石都是常见的造岩矿物），但礦物和岩石不同，礦物可以用其化學式表示，而岩石是由許多礦物及非礦物所合成，沒有一定的化學式。
礦物多半是非生物產生的无机化合物，一般为固体，具有有序的原子結構，但也有液态的矿物，如汞（水銀）。有關礦物的精確定義尚有爭議，有爭議的是非生物產生，以及有序原子結構這二個條件。像褐鐵礦、黑曜岩等類似礦物，但沒有結晶性的物質，會稱為準礦物。
研究礦物的自然科學稱為礦物學。世界上已知的礦物超過5300種，其中5,070種已由国际矿物学学会（IMA）批准過。地壳中有超過75%是由矽和氧組成，因此許多的矿物是硅酸盐矿物。礦物可以依其物理性質及化學性質區分，可以依其化學成份及晶體結構分為幾類，而在礦物形成時的溫度壓力等因素會影響其中一些性質。岩石所在的溫度、壓力及其主成份的變化，都會影響其中的礦物。也有可能礦物的主成份不變，但其中的礦物因溫度壓力改變而變化。
礦物可以用許多的物理性質來描述，而這些性質也和其化學結構及組成有關。常見的礦物物理性質有晶體結構及晶体惯态、硬度、光澤、透明度、顏色、條痕、韌性、解理、斷口、裂理（parting）及比重。進一步的特性包括對酸的反應、磁性、氣味或味道，以及放射性。
礦物可以依其主要化學成份分類，最主要的兩種分類系統分別是Strunz礦物分類及Dana礦物分類。矽酸鹽可以依其化學結構的同質多晶形性再細分為六小類。所有的矽酸鹽都有[SiO4]4−的矽酸根四面體，是一個矽原子和四個氧原子以四面體的方式鍵結。矽酸鹽又可以分為原矽酸鹽（orthosilicates，矽酸根沒有聚合）、二矽酸鹽（disilicates，二個矽酸根互相聚合）、环状硅酸盐（cyclosilicates，環狀的矽酸根）、链状硅酸盐（inosilicates，鏈狀的矽酸根）、层状硅酸盐（phyllosilicates，層狀的矽酸根）及網矽酸鹽（tectosilicates，三維的矽酸根結構）。其他重要的礦物分類有自然元素、硫化物、氧化物、鹵化物、碳酸鹽、硫酸鹽、磷酸鹽。

## 化学

#### 组成元素
矿物的丰度和多样性由所含化学元素控制，进而取决于地球中元素的丰度。 观察到的大多数矿物质都来自地壳。 由于地壳中含量丰富的八种元素占据了矿物的大部分关键成分。 这八种元素合计占地壳重量的 98% 以上，按照丰度递减的顺序排列为：氧、硅、铝、铁、镁、钙、钠和钾。 氧和硅是迄今为止最重要的两种——氧占地壳重量的 47%，硅占 28%。

#### 形成条件
形成的矿物是那些在形成温度和压力下最稳定的矿物，在母体的本体化学所施加的限制内。例如，在大多数火成岩中，存在的铝和碱金属（钠和钾）主要与氧、硅和钙结合形成长石矿物。
然而，如果岩石中碱金属含量异常丰富，则不会有足够的铝与所有钠结合成长石，过量的钠会形成钠闪石（Riebeckite）。 如果铝丰度异常高，多余的铝就会形成白云母或其他富铝矿物。如果缺乏硅，部分长石将被长石矿物替代。精确预测在特定温度和压力下形成的特定成分的岩石中将存在哪些矿物需要复杂的热力学计算。 然而，可以使用相对简单的经验法则进行近似估计，例如 CIPW 范数，它对干岩浆形成的火山岩给出了合理的估计。
固溶体系列的端元种类之间的化学成分可能有所不同。 例如，斜长石包括从富钠端元钠长石 (NaAlSi3O8) 到富钙钙长石 (CaAl2Si2O8) 的连续系列，其中有四个公认的中间品种（按从富钠到富钙的顺序给出）： 奥长石、 中长石、拉长石和倍长石。系列的其他例子包括富镁镁橄榄石和富铁铁橄榄石的橄榄石系列，以及富锰辉锰矿（Hübnerite）和富铁铁锰矿（Ferberite）的黑钨矿系列。 

#### 元素替换
在自然界中，矿物质不是纯物质，并且会受到化学系统中存在的其他元素的污染；化学取代和配位多面体解释了矿物的这一共同特征。 一种元素可以替换另一种元素。
大小和电荷相似的离子之间会发生化学取代，例如Si4+被Al3+取代，它们在地壳中的电荷、大小和丰度都很接近。以斜长石为例，存在三种取代情况：
1、长石均为骨架硅酸盐，其硅氧比为2:1，其他元素的空间由Al3+取代Si4+给出，基本单元为 [AlSi3O8]−； 
2、如果没有取代，该公式将像{\displaystyle {\ce {SiO2}}}一样电荷平衡，得到石英。这种结构的重要性将通过配位多面体进一步解释。 
3、二次取代，第二次取代发生在Na+和Ca2+ 之间； 然而，必须通过用Al3+第二次取代Si4+来解决电荷差异。
尺寸和电荷的巨大差异导致化学和结构不相容，例如K+不会取代Si4+。 

#### 配位结构
配位多面体是阳离子被阴离子包围的几何表示。 在矿物学中，配位多面体通常根据氧来考虑，因为它在地壳中含量丰富。  
硅酸盐矿物的基本单元是二氧化硅四面体——一个Si4+被四个 O2− 包围。 描述硅酸盐配位的另一种方式是用数字：在二氧化硅四面体的情况下，硅的配位数为 4。各种阳离子具有特定的可能配位数范围； 对于硅来说，它几乎总是4，除了非常高压的矿物，在这些矿物中，化合物被压缩，使得硅与氧处于六重（八面体）配位。较大的阳离子具有较大的配位数，因为与氧相比，相对尺寸增加（较重原子的最后一个轨道亚层也不同）。 
配位数的变化会导致物理和矿物结构上的差异； 例如，在高压下，在地幔中，许多矿物，特别是橄榄石和石榴石等硅酸盐，将转变为钙钛矿结构，其中硅处于八面体配位。 其他例子有铝硅酸盐蓝晶石、红柱石和硅线石（多晶型物，因为它们的化学式为 Al2SiO5），它们的不同之处在于Al3+ 的配位数； 这些矿物质随着压力和温度的变化而相互转变。 
在硅酸盐材料的情况下，由于需要平衡电荷，用Al3+代替Si4+允许使用多种矿物质。 
由于 8 种最常见的元素构成了地壳的 98% 以上，因此通常存在的少量其他元素被替换为常见的造岩矿物。 大多数元素的独特矿物都非常稀有，只有在这些元素被地质过程（例如热液循环）浓缩到无法再容纳在普通矿物中的地方才能找到。

#### 结构转化
温度、压力和成分的变化会改变岩石样品的矿物结构。 成分的变化可能是由风化作用或交代作用等过程引起的。 当主岩经历构造（Tectonics）或岩浆运动进入不同的物理状态时，温度和压力就会发生变化。 热力学条件的变化有利于矿物组合相互反应生成新矿物； 因此，两种岩石可能具有相同或非常相似的块体岩石化学性质，但不具有相似的矿物学。 这种矿物蚀变过程与岩石循环有关。 一系列矿物反应的例子如下所示
正长石 (KAlSi3O8) 是一种常见于花岗岩（一种深成岩&岩浆岩）中的矿物。 当暴露于风化时，它会反应形成高岭土（Al2Si2O5(OH)4，一种沉积矿物和硅酸）：
2 KAlSi3O8 + 5 H2O + 2 H+ → Al2Si2O5(OH)4 + 4 H2SiO3 + 2 K+
在低级变质条件下，高岭土与石英反应形成叶腊石(Al2Si4O10(OH)2):
Al2Si2O5(OH)4 + SiO2 → Al2Si4O10(OH)2 + H2O
随着变质程度的增加，叶腊石反应形成蓝晶石和石英：
Al2Si4O10(OH)2 → Al2SiO5 + 3 SiO2 + H2O
或者，矿物可能会因温度和压力的变化而改变其晶体结构，但不会发生反应。 例如，石英会在高温下转变为各种SiO2多晶型物，如鳞石英（Tridymite）和方石英（Cristobalite），在高压下转变为柯石英。 

## 礦物和岩石的區別
礦物是自然形成的純物質或化合物，化學成份組成變化不大，有結晶結構。岩石是一或多種礦物的聚合體，化學成份不定，通常無結晶結構。

## 分類
- Strunz礦物分類（9大分類）

1. 元素（Elements）
2. 硫化物（Sulphides）
3. 鹵化物（Halides）
4. 氧化物及氫氧化物（Oxides & Hydroxides）
5. 硝酸鹽、碳酸鹽、硼酸鹽（Nitrates, Carbonates & Borates）
6. 硫酸鹽、鉻酸鹽、鉬酸鹽（Sulphates, Chromates, Molybdates）
7. 磷酸鹽、砷酸鹽、釩酸鹽（Phosphates, Arsenates, Vanadates）
8. 矽酸鹽（Silicates）
9. 有機化合物（Organic Compounds）

- Dana礦物分類第8版（78大分類）

| 舊Dana分類                                                     | 新Dana分類 |
| -------------------------------------------------------------- | --- |
| I.自然元素矿物（Native Elements）                              | 第1類 |
| II.硫化物（Sulfides）                                          | 第2 & 3類 |
| III.氧化物和氢氧化物（Oxides and Hydroxides）                  | 第4, 5, 6, 7 & 8類 |
| IV.卤化物（Halides）                                           | 第9, 10, 11 & 12類 |
| V.碳酸盐、硝酸盐、硼酸盐（Carbonates, Nitrates, Borates）      | 第13, 14, 15, 16 & 17類（碳酸盐） 第18, 19 & 20類（硝酸盐） 第21, 22 & 23類（碘酸鹽） 第24, 25, 26 & 27類（硼酸盐）     |
| VI.硫酸盐、鉻酸鹽、鉬酸鹽（Sulfates, Chromates, Molybdates）   | 第28, 29, 30, 31 & 32類（硫酸盐） 第33類（硒酸鹽及碲酸鹽） 第34類（亞硒酸鹽、亞碲酸鹽及亞硫酸鹽） 第35 & 36類（鉻酸鹽） |
| VII.磷酸盐、砷酸鹽、釩酸鹽（Phosphates, Arsenates, Vanadates） | 第37, 38, 39, 40, 41, 42 & 43類（磷酸盐） 第44, 45 & 46類（銻酸鹽） 第47類（釩酸鹽） 第48 & 49類（鉬酸鹽及鎢酸鹽）      |
| IX.有機化合物（Organic Minerals）                              | 第50類 |
| VIII.硅酸盐矿物（Silicates）                                   | 第51 - 78類 |
| -- 孤立岛状硅酸盐矿物（Nesosilicates）                         | 第51, 52, 53 & 54類 |
| -- 多岛状硅酸盐矿物（Sorosilicates）                           | 第55, 56, 57 & 58類 |
| -- 环状硅酸盐矿物（Cyclosilicates）                            | 第59, 60, 61, 62, 63 & 64類                                                                                             |
| -- 链状硅酸盐矿物（Inosilicates）                              | 第65, 66, 67, 68, 69 & 70類                                                                                             |
| -- 层状硅酸盐矿物（Phyllosilicates）                           | 第71, 72, 73 & 74類 |
| -- 架状硅酸盐矿物（Tektosilicates）                            | 第75, 76 & 77類 |
| -- 未分类硅酸盐矿物（Not Classified Silicates）                | 第78類 |

## 物理性質

### 晶體結構及晶體慣態

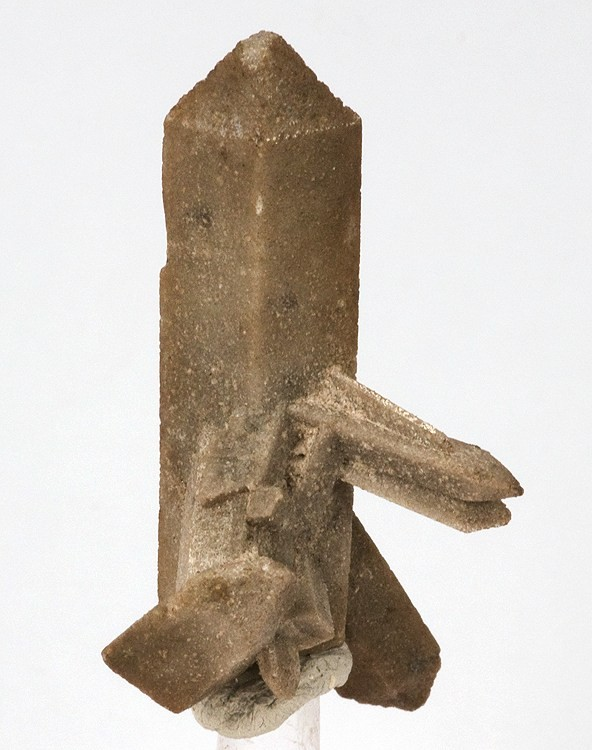
黄玉有特殊的斜方晶系外形

晶體結構是礦物中原子依其內在結構，所進行的有序幾何排列。晶體結構是依內部原子或離子的規則排列方式而定，而且常以晶體的幾何形狀命名。即使礦物晶粒太小，或看似不規則的排列，但透過X光繞射仍可以看出其內部的週期性排列。晶體結構常會以其對稱性來描述，依晶体局限定理，晶體結構只存在32種對稱性不同的点群，可以再做進一步的分類，其中以六方晶系的空間群最多。
晶族可以用其三個晶軸的長度、各軸之間的夾角來定義，這些關係會對應其對稱性，而點群就是以對稱性來定義。以下是晶族的列表，a, b和c為晶軸長度，α, β, γ是不和各軸相鄰的夾角角度，例如α是b和c二晶軸的夾角:：
| 晶族     | 晶軸長度 | 夾角            | 常見例子               |
| -------- | -------- | --------------- | ---------------------- |
| 立方晶系 | a=b=c    | α=β=γ=90°       | 石榴石、石鹽、黃鐵礦   |
| 四方晶系 | a=b≠c    | α=β=γ=90°       | 金红石、鋯石、橄欖石   |
| 正交晶系 | a≠b≠c    | α=β=γ=90°       | 橄欖石、霰石、斜方辉石 |
| 六方晶系 | a=b≠c    | α=β=90°, γ=120° | 石英、方解石、電氣石   |
| 單斜晶系 | a≠b≠c    | α=γ=90°, β≠90°  | 單斜輝石、正長石、石膏 |
| 三斜晶系 | a≠b≠c    | α≠β≠γ≠90°       | 钙长石, 鈉長石、藍晶石 |

晶體慣態是指整個晶體的外形。常見的晶體慣態如有刺而呈放射狀的針狀（如鈉沸石），刀刃狀、樹枝狀（像天然銅）、等軸晶（像橄欖石）、往一方向延伸的角柱狀及平板狀。和結晶形狀有關，晶面的品質也是確認礦物的方式，一般會用岩相顯微鏡來觀測。自形（Euhedral）的晶體有明確的外形，而他形晶（anhedral）的就沒有，介於自形晶及他形晶之間的稱為半自形。

### 硬度

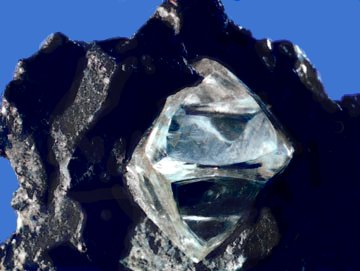
鑽石是最堅硬的天然材料，摩氏硬度為10

礦物的硬度是其抵抗刮損的能力。礦物的硬度和礦物的化學成份及晶體結構有關。礦物的硬度是其結構的函數，各方向的硬度不一定是定值，可能一些晶格弱点會使一方向的硬度比另一方向要低。像藍晶石在平行[001]的方向，其摩氏硬度為5½，但在平行[100]的方向，其摩氏硬度為7。
最常用的礦物硬度標準是摩氏硬度，有十種參考用的礦物，從摩氏硬度為1的滑石到摩氏硬度為10的鑽石，摩氏硬度較高的礦物會在硬度較低的礦物表面留下刮痕。摩氏硬度計就是指這十種礦物，表列如下：
| 硬度 | 礦物                         | 絕對硬度 |
| ---- | ---------------------------- | -------- |
| 1    | 滑石（Mg3Si4O10(OH)2）       | 1        |
| 2    | 石膏（CaSO4·2H2O）           | 2        |
| 3    | 方解石（CaCO3）              | 9        |
| 4    | 螢石（CaF2）                 | 21       |
| 5    | 磷灰石（Ca5(PO4)3(OH,Cl,F)） | 48       |
| 6    | 正長石（KAlSi3O8）           | 72       |
| 7    | 石英（SiO2）                 | 100      |
| 8    | 黃玉（Al2SiO4(OH,F)2）       | 200      |
| 9    | 剛玉（Al2O3）                | 400      |
| 10   | 鑽石（C）                    | 1500     |

當鑑定硬度時，如果沒有以上的摩氏硬度計，可用其他東西代替，如小刀（或钢针）其硬度約為5.5、銅幣約為3.5至4、指甲約為2至3、玻璃硬度為6。

### 光泽和透明度

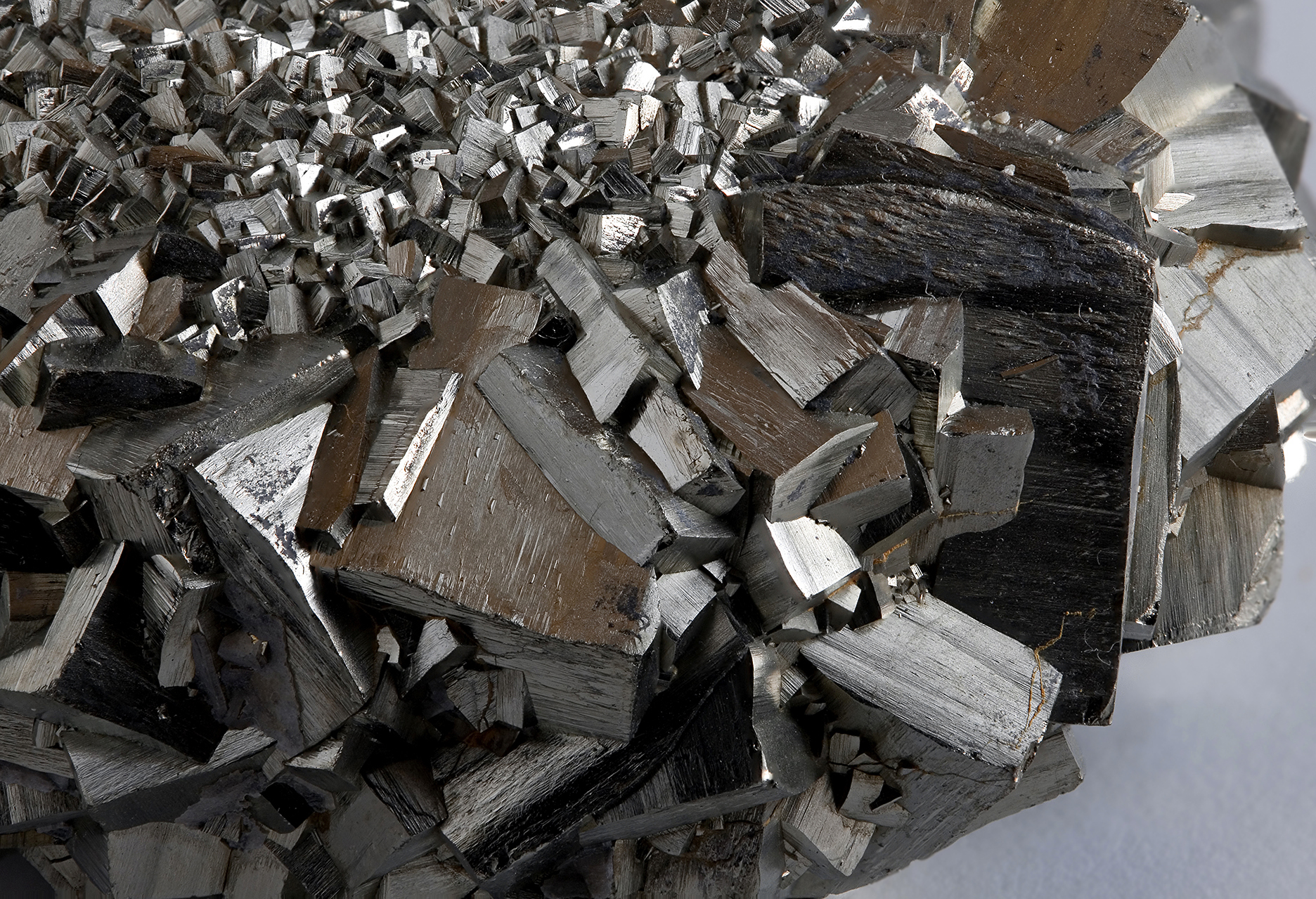
黃鐵礦有金屬光澤

光泽是指礦物表面對光反射的能力，和其礦物品質及光的強度有關。有許多描述礦物光澤的詞，主要可分為金屬光澤及非金屬光澤。金屬光澤及次金屬光澤的反射率高，類似金屬，像是方鉛礦及黃鐵礦都有金屬光澤。非金屬光澤有金剛光澤（adamantine，例如鑽石）、玻璃光澤（vitreous，例如矽酸鹽礦物）、珍珠光澤（pearly，例如滑石及魚眼石）、 樹脂光澤（resinous，例如石榴石）、絹絲光澤（silky，像石棉等纤维状矿物）。
礦物的透明度是指其透光的程度。當光通過透明礦物時，其強度不會減少，例如白雲母，有些礦物甚至透明到可以用在窗戶上。半透明的礦物允許部份光線通過，但強度比通過透明礦物要低。像翡翠及軟玉就是半透明的礦物。若礦物完全不允許光線通過，則稱為不透明。

### 比重
比重是礦物的重量與相同體積的水的比率，也就是礦物與1atm4℃純水之密度比值，沒有單位。對於大部份的礦物而言，不太適合用比重來識別礦物。造岩礦物主要是以矽酸鹽及碳酸鹽為主，其密度介於2.5–3.5之間。
一些特殊的礦物有較高的比重，若氧化物及硫化物中含有原子質量較大的原子，比重就會較重，一般有金屬光澤或是金剛光澤的岩石其比重會比非金屬光澤甚至無光澤的要重，例如赤铁矿的Fe2O3比重就有5.26，而方铅矿PbS的比重為7.2–7.6，都是因為其中含有高原子質量的鐵及鉛。天然金屬的比重也相當的高，例如錐紋石是一種常出現在鐵隕石中的鐵鎳合金，比重7.9,，而金的比重甚至到15和19.3之間。

### 條痕
顏色是礦物最明顯的特性之一，不過不容易用顏色來識別礦物。
條痕是礦物在條痕板留下的顏色，也就是礦物粉末的顏色。條痕的顏色不一定會和礦物的顏色相同。測試條痕的方式是在礦物在條痕板上摩擦，條痕板一般是陶瓷的，顏色是黑色或白色，條痕的顏色不受礦物中的痕量元素或礦物的表面风化影響。像赤铁矿的顏色可能是黑色、銀色或紅色，但條痕顏色為樱桃红到紅棕色。不過條痕測試對礦物的硬度有一定的限制，若硬度大於7，礦物和條痕板摩擦後反而會在礦物上留下條痕板的粉末。

### 其他特性
- 解理：礦物分離的方式。
- 斷口：礦物折斷時，邊緣的形狀。

## 相關類別
- 礦業
- 钾盐
- 鈉鹽
- 硼矿
- 盐矿
- 磷矿

## 腳註
1. 1 2  Ertl, A.; Dyar, M. D.; Hughes, J. M.; Brandstatter, F.; Gunter, M. E.; Prem, M.; Peterson, R. C. . The Canadian Mineralogist. 2008-06-01, 46 (3). ISSN 0008-4476. doi:10.3749/canmin.46.3.661.
2. ↑  Sinkankas, John. . . New York: Van Nostrand Reinhold. 1964. ISBN 978-0-442-27624-9.
3. ↑  Blatt, Harvey; Tracy, Robert J.; Ehlers, Ernest G. .  2nd ed. New York: W.H. Freeman. 1996. ISBN 978-0-7167-2438-4.
4. ↑  Nesse, S.; Brun, B. T.; Kvendseth, S. . All Days (SPE). 2000-06-26. doi:10.2118/61119-ms.
5. ↑  Philpotts, Anthony R.; Ague, Jay J. .  2nd ed. Cambridge, UK ; New York: Cambridge University Press. 2009  [2024-04-17]. ISBN 978-0-521-88006-0. OCLC 231581100. （原始内容存档于2022-08-23）.
6. 1 2 3 4 5 6 7  Ertl, A.; Dyar, M. D.; Hughes, J. M.; Brandstatter, F.; Gunter, M. E.; Prem, M.; Peterson, R. C. . The Canadian Mineralogist. 2008-06-01, 46 (3). ISSN 0008-4476. doi:10.3749/canmin.46.3.661.
7. ↑  Kruger, Daniel J.; Nesse, Randolph M.; Vinokur, Amiram. . PsycEXTRA Dataset. 2002  [2024-04-17].
8. ↑  . . De Gruyter. 1964-12-31: 238–239.
9. ↑  Dyar and Gunter, pp. 2–4
10. 1 2  Dyar and Gunter, pp. 69–80
11. ↑  Dyar and Gunter, pp. 32–39
12. ↑  Chesterman and Lowe, p. 38
13. 1 2  Dyar and Gunter, pp. 28–29
14. ↑  . Mindat.org.   [2012-08-01]. （原始内容存档于2012-08-03）.
15. ↑  Dyar and Darby, pp. 26–28
16. 1 2 3  Busbey et al., p. 72
17. 1 2 3 4 5  Dyar and Gunter, p. 24
18. ↑  Dyar and Gunter, p. 25
19. 1 2  Dyar and Gunter, pp. 43–44
20. ↑  . Mindat.org.   [2012-08-02]. （原始内容存档于2018-07-06）.
21. ↑  . Mindat.org.   [2012-08-02]. （原始内容存档于2017-11-19）.
22. ↑  . Webmineral.com.   [2012-08-02]. （原始内容存档于2017-12-13）.
23. ↑  . Mindat.org.   [2012-08-02]. （原始内容存档于2012-09-14）.
24. ↑  Dyar and Gunter, p. 23

## 外部連結
- （繁體中文）國立自然科學博物館──自然與人文數位博物館──礦物[]
- （简体中文）中國科普-礦物博物館 （页面存档备份，存于）
- （繁體中文）國立中央大學應用地質研究所工程地質研究室－地科教室──台灣主要礦物與岩石 （页面存档备份，存于）
- （简体中文）南京大学地球科学数字博物馆──矿物
- （简体中文）全球矿物数据库[永久]
- （简体中文）北京大学地质数字博物馆──矿物 （页面存档备份，存于）
- （简体中文）中国矿物数据库
- （繁體中文）數位典藏聯合目錄：礦物的分類 （页面存档备份，存于）
- （繁體中文）數位典藏與數位學習成果入口網：地質科學典藏 （页面存档备份，存于）一些礦石標本圖片集